# Mária Breznay
Mária Breznay oder Mari Breznay, französisch Marie Breznay ungarisch Breznay Mária (geboren 10. Mai 1957 in Budapest) ist eine ungarische Malerin, Installationskünstlerin, Glasmalerin und Freskantin, Kunstlehrerin, Autorin und Regisseurin für Fernseh-Beiträge zur Kunstgeschichte sowie Fotografin und Videokünstlerin.

## Leben
Breznay entstammt einer alten, nahezu europaweit tätigen Kunst- und Kulturschaffenden-Dynastie. Sie wuchs als fünftes von neun Kindern in der Familie der Malerin Mária Gánóczy und József Breznay in einer großen Wohnung in der Budapester Ady-Endre-Straße auf und besuchte, nach ersten künstlerischen Erfahrungen im Atelier ihres Vaters, wie alle ihre Geschwister, eine Kunstschule.
Gemeinsam mit ihren Brüdern Gábor und Józsi übersiedelte sie nach Paris, wo sie ihre Studien an der Académie des Beaux-Arts sowie an der Sorbonne als Schülerin von Albert Zavaro fortsetzte. Anschließend unterrichtete sie als Zeichenlehrerin in Paris.
Ab 1976 wurden zahlreiche Ausstellungen mit Werken Breznays in Frankreich gezeigt. Insbesondere ihre großformatigen Arbeiten wurden dauerhafter Bestandteil mehrerer öffentlicher Einrichtungen.
Neben der Beschäftigung mit Fresken, Glasmalereien und Installationen arbeitete Mária Breznay auch als Autorin sowie als Regisseurin von Fernsehsendungen über Kunstgeschichte.